# Appendicula adnata
Appendicula adnata är en orkidéart som beskrevs av Johannes Jacobus Smith. Appendicula adnata ingår i släktet Appendicula och familjen orkidéer.
Artens utbredningsområde är Sumatera. Inga underarter finns listade i Catalogue of Life.